# Estación de Málaga-María Zambrano
Málaga-María Zambrano es la principal estación de ferrocarril de la ciudad española de Málaga, en la comunidad autónoma de Andalucía. Constituye un cambiador de transportes intermodal, manteniendo conexiones de autobús y metro. Dispone de amplios servicios de media y larga distancia.
La estación se encuentra situada en el distrito de Cruz de Humilladero, a 2 km del Puerto de Málaga y a 9 km del Aeropuerto de Málaga-Costa del Sol, con el cual tiene conexión a través de la línea C-1 de Cercanías. Málaga-María Zambrano es servida por las dos líneas de Cercanías Málaga, y constituye una parada tanto de trenes de Media Distancia Renfe como de trenes de largo recorrido AVE, Avlo e Iryo. 
Con  6.286.484 usuarios durante 2023, es la estación ferroviaria con más tránsito de pasajeros de la provincia y segunda de Andalucía, tras Sevilla-Santa Justa. Desde la llegada de la alta velocidad a Málaga, el número de usuarios de la estación se ha duplicado y ha superado a la de Córdoba-Central como segunda terminal de pasajeros más activa de la región.

## Situación ferroviaria
La estación de Málaga-María Zambrano forma parte del trazado de las siguientes líneas férreas:
- Línea de ancho ibérico Málaga-Fuengirola, punto kilométrico 0,0.[n. 1]
- Línea de ancho internacional Córdoba-Málaga, punto kilométrico 154,5.

Históricamente, también constituyó la estación terminal de la línea Córdoba-Málaga.

## Historia

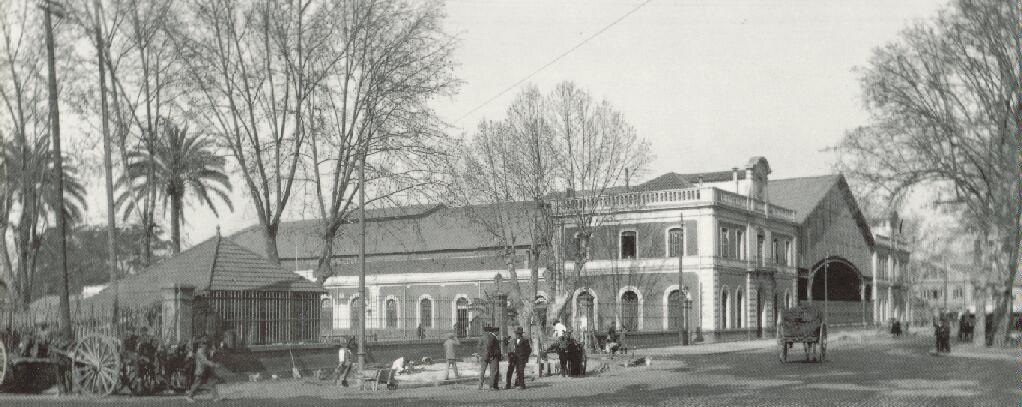
La antigua estación de «Andaluces» en Málaga, en una imagen de los años 1940.

La antigua estación de ferrocarril de Málaga fue construida durante la segunda mitad del siglo XIX, como terminal de la línea férrea Córdoba-Málaga. A través de dicha línea la oligarquía económica malagueña buscaba traer el carbón del Valle de los Pedroches, en la provincia de Córdoba, con el que alimentar los Altos Hornos locales. Acabaría siendo la Sociedad del Ferrocarril de Málaga a Córdoba —encabezada por Jorge Loring, Martín Larios y Tomás Heredia— la que procedió su construcción y explotación. La inauguración de la primitiva estación tuvo lugar en septiembre de 1862, con la asistencia de la reina Isabel II, en aquellas fechas de visita oficial a Málaga. Más adelante las instalaciones pasarían a manos de la Compañía de los Ferrocarriles Andaluces y en 1941, tras la nacionalización de los ferrocarriles de ancho ibérico, la estación se integraría en la red de la recién creada RENFE.

### La estación actual
A comienzos de los años 2000 se encontraba en marcha la construcción de una nueva línea de alta velocidad Córdoba-Málaga, que enlazaría a su vez con la línea de alta velocidad Madrid-Sevilla. Esto suponía reorganizar las infraestructuras ferroviarias de acceso a Málaga y prepararlas para la llegada del nuevo trazado.
La antigua estación del siglo XIX no era adecuada para dicho fin, por lo que se apostó por levantar una nueva y desmantelar las antiguas instalaciones. Las obras comenzaron en 2003, desmontándose la histórica marquesina y reorganizándose el antiguo recinto ferroviario. Tras varios años de trabajos, la nueva estación fue inaugurada el 28 de noviembre de 2006, si bien en aquella fecha todavía no se encontraban finalizados todos los trabajos. Las instalaciones entrarían plenamente en servicio al año siguiente. Ello coincidió con la inauguración del tramo Antequera-Málaga de la LAV Córdoba-Málaga en diciembre de 2007, que completó la construcción de dicho trazado. Entre 2007 y 2011 la estación se denominó simplemente como «María Zambrano», siendo renombrada en marzo de 2011 y adoptada la actual denominación de «Málaga-María Zambrano». El nuevo complejo ferroviario disponía de servicios de Media y Larga Distancia, así como de Cercanías.
El 16 de junio de 2017 se abrió un enlace con la estación de metro de El Perchel —inaugurada originalmente en julio de 2014, junto al resto de la red de metro— para así facilitar la movilidad entre esta, la estación de autobuses, el centro comercial y los andenes subterráneos que dan servicio a las líneas de Cercanías.

## La estación

### Esquema de vías

Esquema de vías de Málaga-María Zambrano.

La estación dispone de una playa de once vías —que son servidas por siete andenes—. Cinco vías son de ancho internacional, numeradas de la 1 a la 5, y por ellas circulan los trenes de alta velocidad. Las otras seis vías existentes son de ancho ibérico. Las vías 6, 7 y 8 acogen a los trenes de media y larga distancia convencionales. La vía 9 constituye un caso aparte pues no llega hasta los andenes estación, sino que constituye el ramal de mercancías de acceso al puerto, que pasa sobre las últimas vías —las soterradas 10 y 11—, por las que circulan los servicios de cercanías.

### Centro Comercial Vialia
Dentro de la estación se encuentra situado un centro comercial y de ocio, con establecimientos de Bijou Brigitte, Media Markt o tiendas del grupo Inditex entre otras y establecimientos de restauración como Burger King, KFC, McDonald's, Vips, etc. También cuenta con un cine de la cadena Yelmo Cines de trece salas y con el Hotel Barceló Málaga, de cuatro estrellas. Anteriormente contaba con una bolera de la franquicia Vid Bowling, pero en 2015, fue convertida en un supermercado Mercadona.

## Servicios ferroviarios

### Alta Velocidad y Largo Recorrido

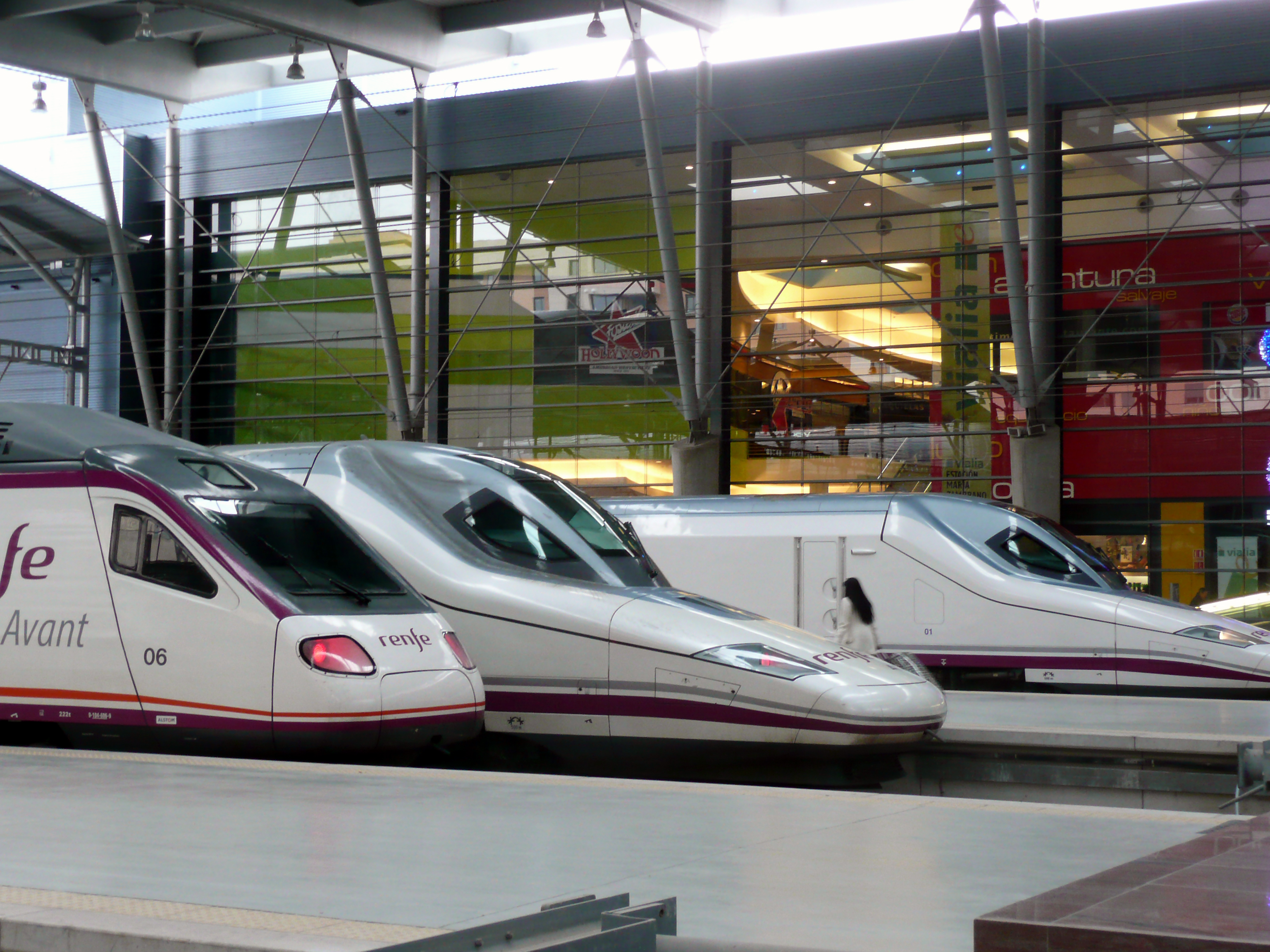
Tres trenes de alta velocidad en los andenes de la estación.

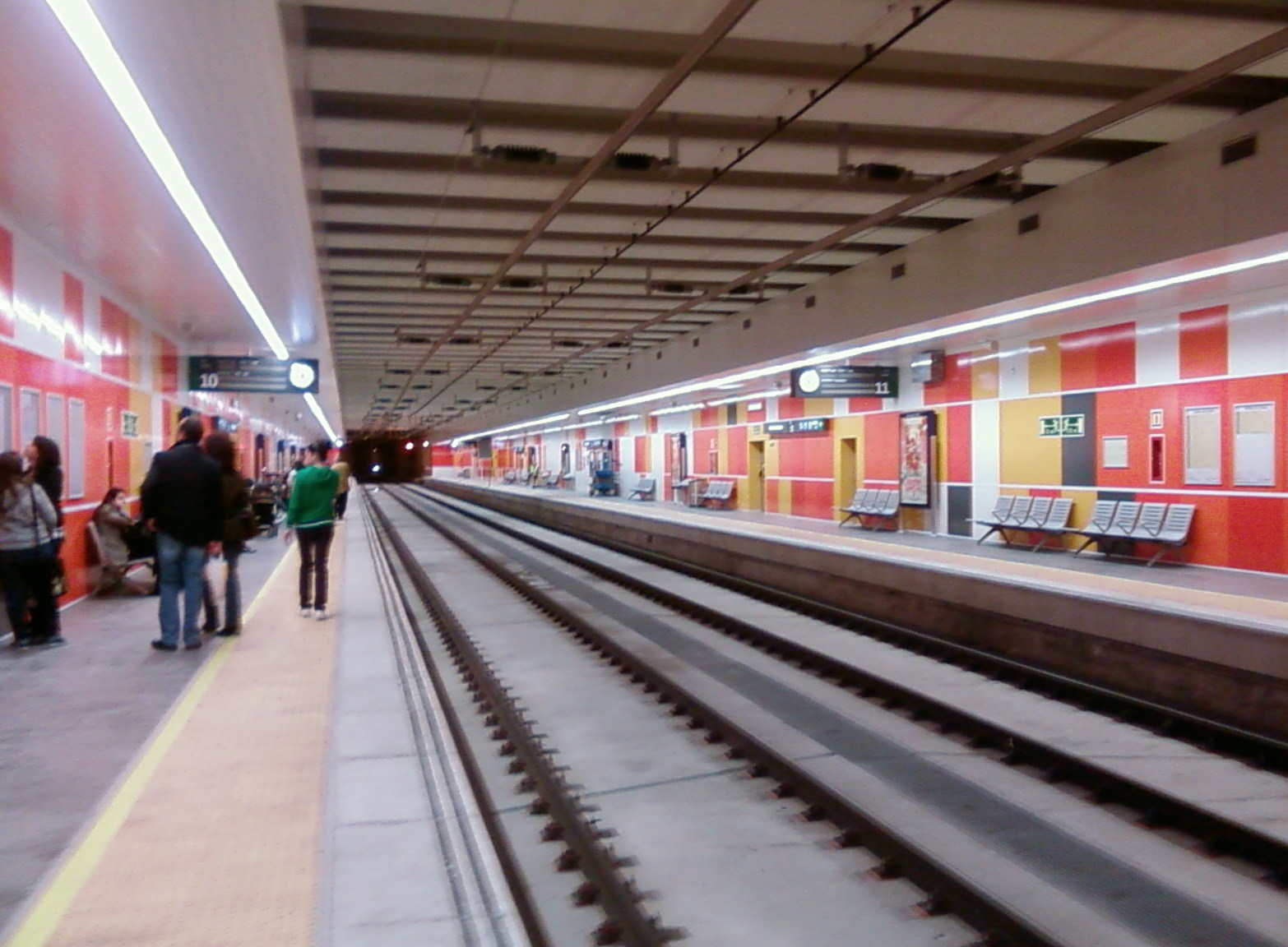
Vista de los andenes subterráneos de Cercanías (vías 10 y 11).

Desde el 24 de diciembre de 2007 está abierta al público la L.A.V. Córdoba-Málaga, que permite la llegada de trenes AVE desde Madrid-Puerta de Atocha en 2:25 h. Igualmente, desde el 20 de febrero de 2008 Málaga está conectada también por AVE con Barcelona con dos trenes por sentido cada día, cuyo trayecto tiene una duración de 5 horas y 40 minutos desde la puesta en funcionamiento de una variante al sur de Madrid el 10 de enero de 2009 evitando la demora de 50 minutos que suponía parar en Madrid-Atocha.
Durante el verano de 2013 se puso en servicio el AVE directo sin pasar por Madrid a Valencia-Joaquín Sorolla, el cual sigue funcionando actualmente. El Alaris Barcelona-Málaga, sustituto de la rama malagueña del Arco García Lorca, y el Estrella Picasso Bilbao-Málaga fueron suprimidos en 2013; el primero fue sustituido por un enlace entre el Talgo Torre del Oro Barcelona-Sevilla y un AVE Madrid-Málaga en Córdoba, mientras que el segundo lo sería por el Alvia Picasso. Por tanto, a día de hoy Málaga no tiene servicios de largo recorrido por ancho ibérico, teniendo los AVE a Madrid-Puerta de Atocha y Barcelona-Sants directos, el AV City a Valencia-Joaquín Sorolla y el Alvia Picasso a Bilbao. También, los viernes durante el verano de 2015, se puso en servicio un Altaria Madrid-Málaga como refuerzo de temporada. Anteriormente, Málaga tuvo otros servicios de larga distancia, como el Arco García Lorca, el Estrella Picasso, los Talgo 200, Intercity, Estrella Sol de Europa y Estrella Costa del Sol, entre otros.
Desde el 31 de marzo de 2023 contará con servicios de alta velocidad iryo.

### Media Distancia
Los trenes de Media Distancia son de tipo MD con destino Ronda (combinando con parte del trazado de la línea 70) y Sevilla-Santa Justa (recorriendo la línea 67), y Avant con el mismo destino pero vía Córdoba.
En 2022 se inauguró la línea Avant directa con la estación de Granada.

### Cercanías Málaga
El servicio de Cercanías se realiza desde los andenes subterráneos 10 y 11, cuyo acceso se encuentra dentro del vestíbulo de la estación principal. Antes de 2007, esta estación subterránea solo daba servicio a la Línea C-1 y recibía el nombre de estación de Málaga-Renfe. A finales de 2009 fue reinaugurada tras unas obras de ampliación y mejora de los servicios. En la actualidad da servicio a la Línea C-1, con una frecuencia de 20 min y a la Línea C-2, cada 1:30-2:00 h.